# セビーリャ美術館
セビーリャ美術館（スペイン語: Museo de Bellas Artes de Sevilla）は、スペイン・アンダルシア州セビリア県セビリアにある美術館。建物は1612年竣工のメルセス会の修道院建築を流用している。

## 概要
美術館の立っている土地は、13世紀のカスティーリャ王フェルナンド3世（在位：1217年 - 1252年）が、イスラム教徒のセビリア王国を滅ぼした後、メルセド騎士団（Orden de la Merced）に修道院を建てるために与えた土地で、修道院は1668年に完成した。フランス革命後、半島戦争中の1810年にフランス軍の侵攻によって、修道院は大きな被害を受けた。
イサベル2世の在位中の1835年に建物の修復再建が行われ、美術館とされ、、1841年に正式に竣工した。所蔵品は、中世から20世紀までの主にスペインの美術コレクションで、17世紀のいわゆるセビリア絵画の黄金時代の画家であるバルトロメ・エステバン・ムリーリョ、フランシスコ・デ・スルバラン、フランシスコ・エレーラ（エル・モソ）、フアン・デ・バルデス・レアルの作品を含んでいる。スルバランとムリーリョの収蔵数は特筆される。

## 所蔵作家
- バルトロメ・ベルメホ (c.1440-c.1500)
- ルーカス・クラナッハ (1472-1553)
- ピエトロ・トリジアーノ（英語版）(1472-1528)
- アレホ・フェルナンデス (c.1475-c.1545)
- フィンセント・セラー (1490-1564)
- ピーテル・クック・ファン・アールスト(1502-1550)
- ルイス・デ・バルガス (c.1505-1562)
- クリストバル・デ・モラーレス (画家) (fl.1509-1542)
- ピーテル・アールツェン (c.1508-1575)
- ピーテル・プルビュス (c.1523- 1584)
- マールテン・デ・フォス (1532-1603)
- エル・グレコ (1541-1614)
- フランス・フランケン1世(c.1542-1616)
- フランシスコ・パチェーコ (1564-1644)
- フアン・マルティネス・モンタニェース (1568-1649)
- フアン・デ・ロエラス(c.1570-c.1625)
- フアン・デ・ウセーダ(1570-1631)
- セバスチャン・ヴランクス (1573-1647)
- フランシスコ・エレーラ (父) (1576–1656)
- フランシスコ・バレーラ(c.1580-1645)
- フアン・デ・メサ (1583-1627)
- コルネリス・デ・フォス (1584-1651)
- ヤン・ウィルデンス(1586-1653)
- ホセ・デ・リベーラ (1591-1652)
- フアン・デル・カスティーリョ (c.1593-1657)
- フランシスコ・バレラ(c.1595-1658)
- フランシスコ・デ・スルバラン (1598-1664)
- ディエゴ・ベラスケス (1599-1660)
- アロンソ・カーノ (1601-1667)
- アンドレア・ヴァッカーロ (1604-1670)
- ピーテル・ファン・リント(1609-1690)
- バルトロメ・エステバン・ムリーリョ (1617-1682)
- フアン・デ・バルデス・レアル (1622-1690)
- フランシスコ・エレーラ (子) (1622–1685)
- ジョヴァンニ・バッティスタ・ルオッポロ(1629-1693)
- コルネリス・スフート (甥) (c.1629-1685)
- フアン・シモン・グティエレス(1634-1718)
- フランシスコ・アントリネス (1645-1700)
- ルーカス・デ・バルデス (1661-1724)
- クレメンテ・デ・トーレス（英語版）(1662-1730)
- フアン・デ・エスピナル(1714-1783)
- フランシスコ・デ・ゴヤ (1746-1828)
- エドゥアルド・カノ・デ・ラ・ペーニャ (1823-1897)
- ホセ・ヒメネス・アランダ (1837-1903)
- ライムンド・デ・マドラーソ (1841-1920)
- エミリオ・サンチェス・ペリエ (1855-1907)
- ホセ・モレノ・カルボネロ (1858–1942)
- マリアーノ・ベンリューレ (1862-1947)
- イグナシオ・スロアガ (1870-1945)
- ホセ・アルパ・ペレア（スペイン語版）(1858-1952)
- グスタボ・バカリサス (1872–1971))
- エウヘニオ・エルモソ（英語版）(1883-1963)
- Matías de Arteaga
- Diego López
- es:Santiago Martínez Martín
- en:Lorenzo Mercadante de Bretaña (s)